# シュヴァルツェンベルク侯家
シュヴァルツェンベルク侯家(Schwarzenberg）は、ドイツの貴族家で、莫大な財産を持つ一族である。
中世のザインスハイム（Seinsheim）の領主にそのルーツをもつ

## セドレツ納骨堂
チェコの首都プラハから東に約70キロほどの町クトナー・ホラ近郊のセドレツにあるセドレツ納骨堂には、納骨で作られたシュヴァルツェンベルク家の紋章がある。紋章の右下部には、一羽の大鴉の骸骨が戦場に斃れた兵士のしゃれこうべの左目を突いている飾りがある。カラスは、16世紀のオスマン帝国との戦いのシンボルであった。

## 主な成員
- アダム・フランツ・カール・ツー・シュヴァルツェンベルク（1680年9月25日 - 1732年6月11日)-狩猟中の神聖ローマ皇帝カール6世に誤って撃たれ、「陛下に命を捧げるのは、臣下の義務でございます」という臨終の言葉を残して死去した。
- フェリックス・ツー・シュヴァルツェンベルク(1800年10月2日 - 1852年4月5日）-オーストリア皇帝フランツ・ヨーゼフ1世の治世の初期においてオーストリアの首相兼外相として活躍する。
- アドルフ・ツー・シュヴァルツェンベルク(1890年8月18日 - 1950年2月27日)-兄系シュヴァルツェンベルク家最後の当主。
- カレル・シュヴァルツェンベルク(1937年12月10日 - 2023年11月11日）-チェコの政治家。外務大臣（2回）、第一副首相、TOP 09党首などを歴任した。